# Stéphane Christophe Bridé
Stéphane Christophe Bridé (n. 30 septembrie 1971, Dakar, Senegal) este un contabil, finanțist, auditor și consultant în management și fiscalitate, care a exercitat funcția de Viceprim-ministru și Ministru al Economiei al Republicii Moldova între 18 februarie 2015 și 20 ianuarie 2016. El este cetățean francez și deține și cetățenia Republicii Moldova din 26 decembrie 2013. Timp de peste 20 de ani a activat în domeniile contabilitate, audit, consultanță în management și fiscalitate. 
A deținut numeroase funcții în domeniile sale de activitate, printre care funcția de director la „EY Moldova” în perioada 2006 – 2010, consilier pe Comerț Exterior al Franței în Republica Moldova din 2012, vicepreședinte și trezorier al Consiliului de administrație al Camerei de Comerț și Industrie Franța-Moldova în 2013-2014. În ultimii șase ani a condus mai multe proiecte la bănci și companii de asigurări din Republica Moldova. Pe parcursul carierei sale, Stephane Christophe Bride a activat în companii din Franța, Camerun, Coasta de Fildeș, Iordania, România ș.a.
Înainte de a fi numit în funcția de ministru, între 2010 și 2014 Stephane Christophe Bride a deținut funcția de partener la „Grant Thornton SRL” Moldova și România.
Stéphane Bridé a fost înanintat la funcția de Ministru al Economiei în Guvernul Gaburici de Partidul Democrat din Moldova, nefiind membru al partidului.
Vorbește fluent patru limbi: româna, franceza, engleza și spaniola. El a practicat motocrosul, devenind, în 2005, campion al Republicii Moldova la acest sport. De asemenea, Stéphane Christophe Bridé a făcut parte în 2008 din echipa Republicii Moldova la Campionatul European de Motocros la Zărnești (România). În afară de asta, Stephane Christophe Bride mai deține titlul de master în judo (centura neagră).